# Alfred Jaëll
Alfred Jaëll (5. marts 1832 i Trieste – 27. februar 1882 i Paris) var en østrigsk klavervirtuos.
Jaëll optrådte allerede 1843 som vidunderbarn i Venedig, foretog i de følgende 20 år omfattende koncertrejser gennem Europa og Amerika og tog senere fast bopæl i Paris.
Jaëlls spil udmærkede sig mere ved ydre bravur og færdighed, end ved dybde og åndfuldhed, ligesom hans kompositioner, der hovedsagelig består af salonstykker, transskriptioner, fantasier over operamelodier og lignende.
1866 ægtede han pianistinden Marie Trautmann, der også har komponeret en del klaversager (klaverkoncert, kvartet, valse for fire hænder osv.).